# Christy Canyon
Christy Canyon (Pasadena, 17 giugno 1966) è un'attrice pornografica statunitense facente parte del XRCO Hall of Fame e del AVN Hall of Fame. Nel 1999 la AVN l'ha inserita nella lista delle migliori venticinque pornostar di tutti i tempi.

## Biografia
Nata a Pasadena, in California, da padre di origini armene e da madre di origini italiane, ha iniziato la sua carriera posando per diverse riviste per adulti, quali Celebrity Sleuth, Penthouse ed Hustler. Successivamente ha cominciato a lavorare come attrice pornografica, esordendo in Swedish Erotica 57 del 1984 al fianco di Ron Jeremy e divenendo una Vivid Girl.
La Canyon nel corso della sua carriera si è più volte concessa dei periodi di pausa a causa delle proprie vicende matrimoniali. Nel 2003 ha pubblicato la sua autobiografia e nel 2005 ha partecipato come giudice alla prima stagione del reality show Jenna's American Sex Star, in cui ha trionfato la giovane Brea Bennett.
Nel 2024 fa il suo rientro nell'industria pornografica, girando una scena per Milfy, piattaforma della società Vixen Media Group.

## Filmografia
- Video Tramp (1984)
- Woman in Pink (1984)
- WPINK-TV: Its Red Hot!! (1985)
- Battle of the Stars 1 (1985)
- Best of Hot Shorts 1 (1985)
- Big Melons 3 (1985)
- Big Melons 5 (1985)
- Black Throat (1985)
- Cumshot Revue 2 (1985)
- Diamond Collection 18 (1985)
- Diamond Collection 65 (1985)
- Diamond Collection 67 (1985)
- Dirty Letters (1985)
- Educating Mandy (1985)
- Enchantress (1985)
- Erotica Jones (1985)
- Evil Angel (1985)
- Fantasies Unltd. (1985)
- Fantasy Club 59 (1985)
- First Annual XRCO Adult Film Awards (1985)
- Flesh And Ecstasy (1985)
- Gang Bangs (1985)
- Ginger On The Rocks (1985)
- Gourmet Quickies 19 (1985)
- Gourmet Quickies 23 (1985)
- Gourmet Quickies 30 (1985)
- Harlequin Affair (1985)
- Holly Does Hollywood 1 (1985)
- Hollywood Starlets (1985)
- Huge Bras 3 (1985)
- Hypnotic Sensations (1985)
- I Dream of Ginger (1985)
- It's My Body (1985)
- Jubilee Of Eroticism (1985)
- Kiss of the Gypsy (1985)
- Ladies In Lace (1985)
- Like a Virgin 1 (1985)
- Midslumber's Night Dream (1985)
- My Private Party (1985)
- One Hot Night Of Passion (1985)
- Orifice Party (1985)
- Perfect Fit (1985)
- Savage Fury 1 (1985)
- Sex Fifth Avenue (1985)
- Sex Goddess (1985)
- Sinfully Yours (1985)
- Tracy in Heaven (1985)
- Treasure Chest (1985)
- Wild Things 1 (1985)
- You Make Me Wet (1985)
- Best of Big Busty (1986)
- Big Busty 10 (1986)
- Cavalcade Of Stars (1986)
- Deep Inside Traci (1986)
- Diamond Collection 73 (1986)
- Diamond Collection 73 (new) (1986)
- Diamond Collection 76 (1986)
- Dirty 30's Cinema 12 (1986)
- Famous Ta Ta's (1986)
- Girls of Paradise (1986)
- Gourmet Quickies 29 (1986)
- Hot Shorts: Christy Canyon (1986)
- Inside Christy Canyon (1986)
- Like a Virgin 2 (1986)
- Marilyn Chambers' Private Fantasies 6 (1986)
- Sore Throat (1986)
- Star Cuts 32: Christy Canyon (1986)
- Summer Girls (1986)
- Sweet Cheeks (1986)
- Trouble With Traci (1986)
- Wild Things 1 (1986)
- Attack of the Monster Mammaries (1987)
- Back to Class 1 (1987)
- Beat Goes On (1987)
- Best of Diamond Collection 10 (1987)
- Big Melons 12 (1987)
- Breastography 1 (1987)
- Diamond Collection Double X 10 (1987)
- Erotic Starlets 22: Christy Canyon (1987)
- Girls of Paradise (new) (1987)
- Lovin' Spoonfuls 1 (1987)
- Marilyn Chambers' Private Fantasies 6 (new) (1987)
- Princess Charming (1987)
- Sex Fifth Avenue (new) (1987)
- Star Cuts 62: Christy Canyon (1987)
- Superstars of Porno 2 (1987)
- Taste of the Best 2 (1987)
- Tracy Who (1987)
- Backdoor Summer 1 (1988)
- Big Melons 13 (1988)
- Billionaire Girls Club (1988)
- Black Gold Black Fire (1988)
- Ginger Lynn The Movie (1988)
- Girls Together (1988)
- Girls Who Dig Girls 8 (1988)
- Kiss My Asp (1988)
- Only the Best of Breasts (1988)
- Only the Best of Women with Women (1988)
- Party Girls (1988)
- Seduction of Christy (1988)
- Starlets 20: Amber Lynn (1988)
- Billionaire Girls Club (1988)
- Black Gold Black Fire (1988)
- Ginger Lynn The Movie (1988)
- Girls Together (1988)
- Girls Who Dig Girls 8 (1988)
- Kiss My Asp (1988)
- Only the Best of Breasts (1988)
- Only the Best of Women with Women (1988)
- Party Girls (1988)
- Seduction of Christy (1988)
- Starlets 20: Amber Lynn (1988)
- Edge of Heat 1 (1989)
- Edge of Heat 2 (1989)
- Girls Who Love Girls 13 (1989)
- Girls Who Love Girls 8 (1989)
- Hot in the City (1989)
- I Dream of Christy (1989)
- Keyhole Productions 214: Christy Canyon Sucks (1989)
- Le Sex De Femme (1989)
- Le Sex De Femme 3 (1989)
- Let Me Hold It (1989)
- Lovin' USA (1989)
- Savage Fury 2 (1989)
- Taste of Christy (1989)
- Three By Three (1989)
- Wacky World of X-rated Bloopers (1989)
- Wild Women 30: Christy Canyon (1989)
- WPINK TV (new) (1989)
- Big Melons 30 (1990)
- Celebrity Sluts (1990)
- Christy Canyon X-posed (1990)
- Christy Canyon X-posed 2 (1990)
- Christy Canyon X-posed 3 (1990)
- Coming of Christy (1990)
- Confessions of Christy (1990)
- Get Off (1990)
- Holly Does Hollywood 4 (1990)
- Portrait of Christy (1990)
- Rapture Girls 3 (1990)
- Star 90 (1990)
- Ten Years of Big Busts 2 (1990)
- Twisted (1990)
- 10 Questions: Christy Canyon (1991)
- Adult Video News Awards 1991 (1991)
- Breast of America (1991)
- Dreams Of Candace Hart (1991)
- Fantasy in Blue (1991)
- Fantasy World (1991)
- On Trial 1: In Defense of Savannah (1991)
- Passages 1 (1991)
- Passages 2 (1991)
- Passages 3 (1991)
- Passages 4 (1991)
- Play Christy For Me (1991)
- Sex Asylum 4 (1991)
- Adult Video News Awards 1992 (1992)
- Bardot (1992)
- Christy in the Wild (1992)
- Crazed 1 (1992)
- Crazed 2 (1992)
- Dixie Dynamite And The All-star Tit Queens (1992)
- Good the Bad and the D-Cups (1992)
- Kama Sutra (1992)
- Lick Bush (1992)
- On Trial 2 (1992)
- Pretty in Peach (1992)
- Racquel In The Wild (1992)
- Swedish Erotica Hard 8 (1992)
- Victim of Love (1992)
- Victim Of Love 2 (1992)
- Christy Canyon vs Ginger Lynn: the Early Years (1993)
- More Than A Handful 1 (1993)
- SEX 2 (1993)
- Swedish Erotica Hard 17 (1993)
- Two for One 2 (1993)
- Where the Boys Aren't 5 (1993)
- 4-way Fuckfest (1993)
- Sure Thing (1994)
- Comeback (1995)
- Incredible Edible Christy Canyon (1995)
- Raunch-o-rama Super Six Hour 3 (1995)
- Where the Boys Aren't 6 (1995)
- Where the Boys Aren't 7 (1995)
- Adult Video News Awards 1996 (1996)
- Babes Boobs And Bikes (1996)
- Dirty Bob's Xcellent Adventures 27 (1996)
- Max World 6: Rolling And Reaming (1996)
- Nightbreed (1996)
- Oral Addiction (1996)
- Sex Secrets of a Mistress (1996)
- Show 1 (1996)
- Wild Wild Chest 2 (1996)
- Daily Nudes (1997)
- Dirty Bob's Xcellent Adventures 29 (1997)
- Domination Nation 1 (1997)
- Domination Nation 2 (1997)
- Into The Night (1997)
- Max World 12: Chicks For Free (1997)
- Twice in a Lifetime (1997)
- Where the Boys Aren't 9 (1997)
- Wild Wild Chest 4 (1997)
- XRCO Awards 1998 (1998)
- Deep in the Canyon (1999)
- Top 25 Adult Stars Of All Time (1999)
- Best of the Vivid Girls 30 (2000)
- Black Throat (new) (2000)
- Blue Vanities S-634 (2000)
- Work Out (2000)
- Baby Blues (2001)
- Deep Inside Jenna Jameson (2001)
- Deep Inside Racquel Darrian (2001)
- Jenna: Extreme Close Up (2001)
- John Holmes and Company (2001)
- Nikki Dial: Extreme Close Up (2001)
- Vajenna (2001)
- Battle of the Titans (2002)
- Deep Inside Christy Canyon (2002)
- Deep Inside Hyapatia Lee (2002)
- Girls Only: Janine (2002)
- Jenna Jameson Revealed (2002)
- Jenna Jameson Untamed (2002)
- Young Jenna (2002)
- Young Julia Ann (2002)
- Swedish Erotica 4Hr 2 (2003)
- Swedish Erotica 4Hr 4 (2003)
- Teenage Christy Canyon (2003)
- Haulin' Ass (2004)
- Lesbian Bra Busters of the 80's (2004)
- Wicked Divas: Julia Ann (2004)
- Best of Amber Lynn (2005)
- Can You Be A Pornstar? 7 & 8 (2005)
- Diamond Collection 20 DVD (2005)
- Top Ten Natural Busty Porn Stars Of All Time (2005)
- XXX Bra Busters in the 1980's 1 (2005)
- What Happens in Christy Stays in Christy (2006)
- XXX Bra Busters in the 1980's 2 (2006)
- Christy Canyon Non Stop (2007)
- Classic Bitches In Heat 3 (2007)
- Lotsa Top (2007)
- Return of Teenage Christy Canyon (2007)
- Ron Jeremy Screws the Stars (2007)
- Ron Jeremy: Legendary Cock (2007)
- Star 69: DD (2007)
- Swedish Erotica 121 (2007)
- XXX Bra Busters in the 1980's 3 (2007)
- Tom Byron Screws the Stars (2008)
- Christy Canyon the Lost Footage (2009)
- Peter North: The Lost Footage (2009)
- Ron Jeremy the Lost Footage (2009)
- Playboy Radio (2011)
- Playboy Radio 2 (2011)
- Playboy Radio 3 (2011)
- Playboy Radio 4 (2011)
- Playboy Radio 5 (2011)
- Playboy Radio 6 (2011)

## Riconoscimenti
- AVN Awards
  - 1996 – Best Tease Performance per Comeback[6]
  - 1997 – Best Group Sex Scene (film) The Show con Tony Tedeschi, Steven St. Croix e Vince Vouyer[6]
  - 1998 – AVN Special Achievement Awards[7]
  - Hall of Fame[8]
- XBIZ Awards
  - 2025 - Best Sex Scene - Comedy Movie per American MILF con Maitland Ward, Serenity Cox, Brandi Love, Phoenix Marie e Jason Luv
- XRCO Award
  - 1991 – Female Performer Of The Year[9]
  - 1995 – Hall of Fame[10]
- Altri premi
  - 1991 F.O.X. E Female Fan Favorite[11]
  - 1992 F.O.X. E Female Fan Favorite[11]
  - 2004 Free Speech Coalition Lifetime Achievement Award[12]